# Német költők, írók listája
Ez a lista a mai Németország és az egykori német államok és németajkú területek legismertebb íróinak, költőinek névsorát tartalmazza betűrendben, évszámmal ellátva. (Ausztria és Svájc német nyelvű írói külön listában szerepelnek.)

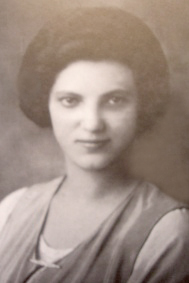
Rose Ausländer

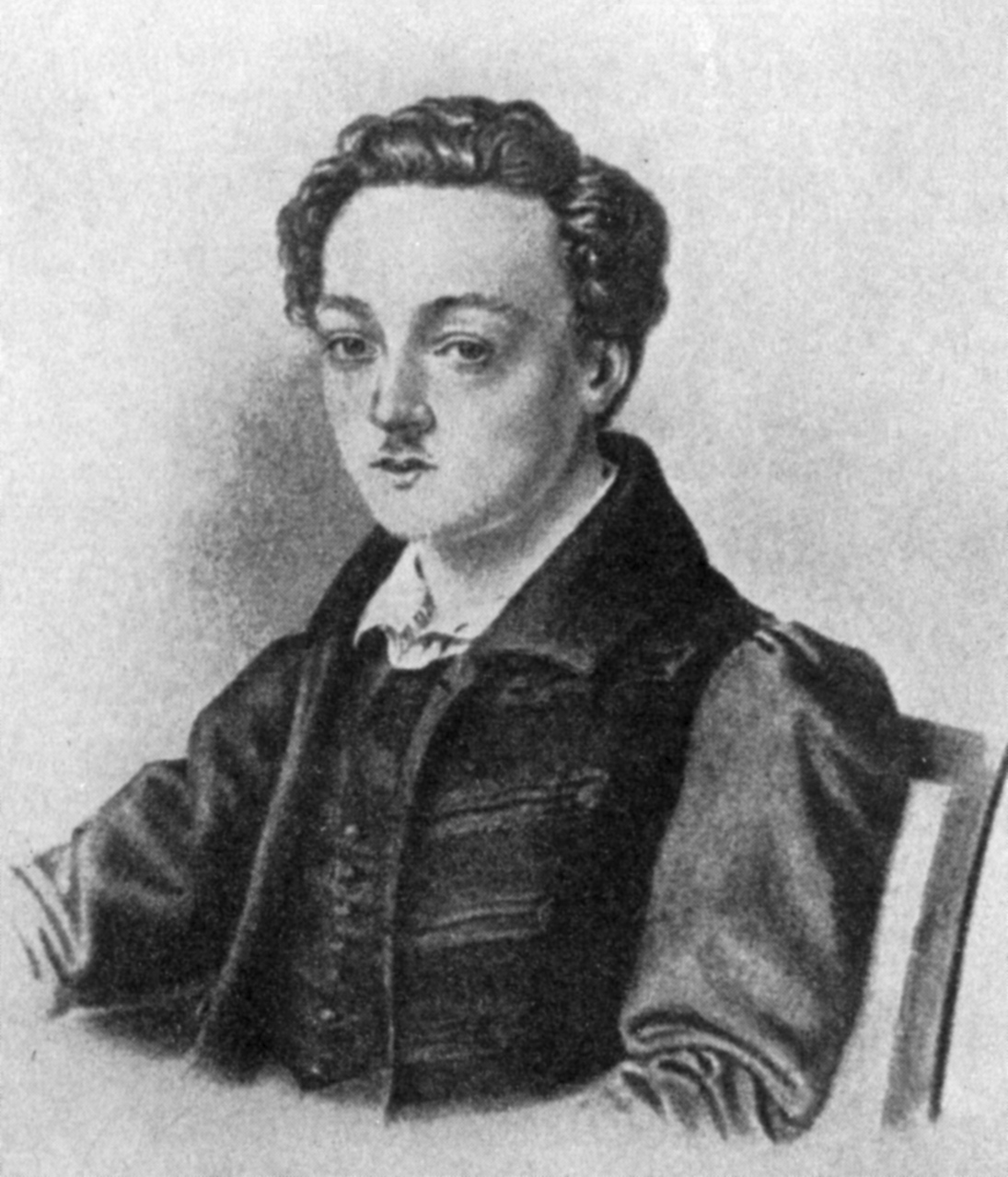
Georg Büchner

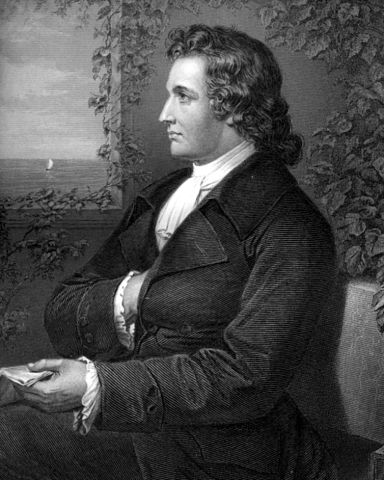
Johann Wolfgang Goethe

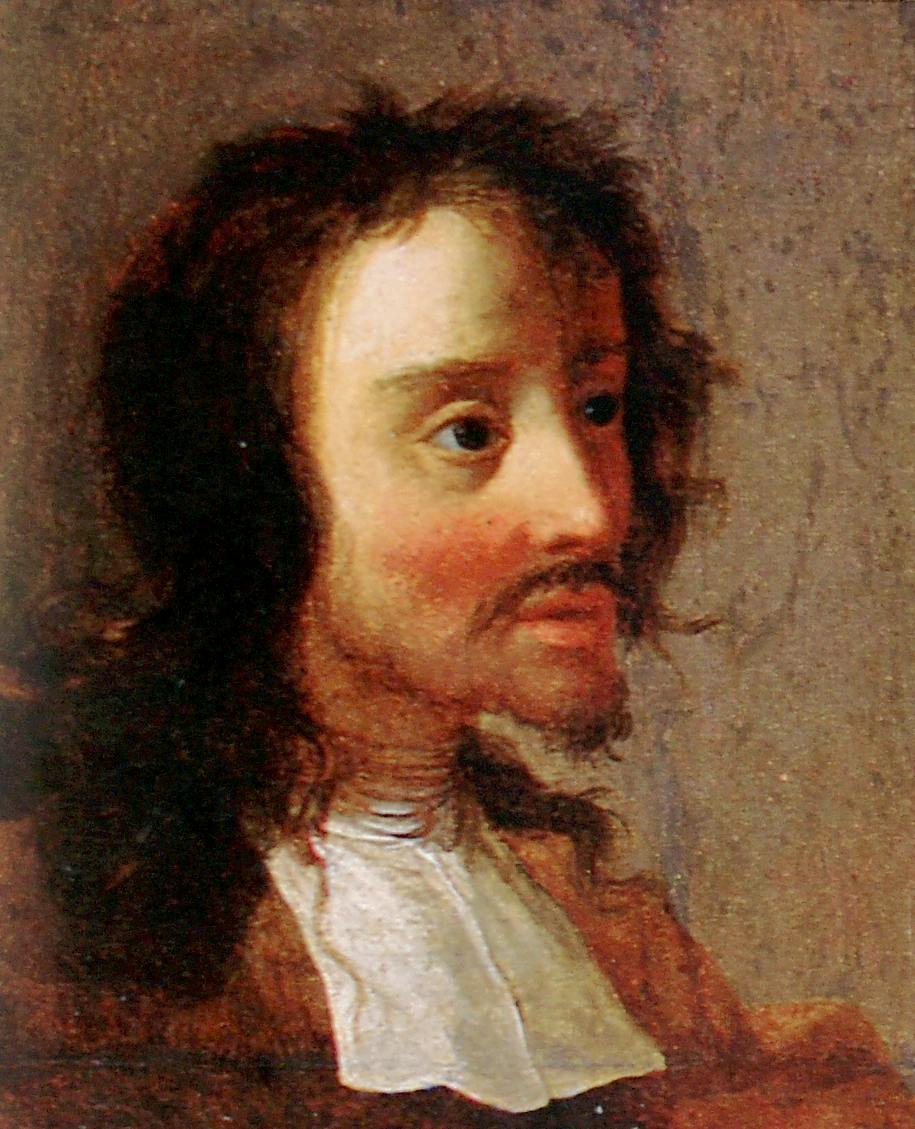
Hans Jacob Grimmelshausen

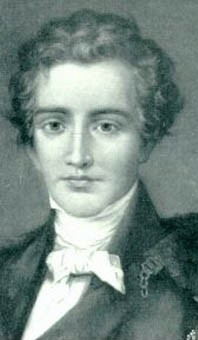
Wilhelm Hauff

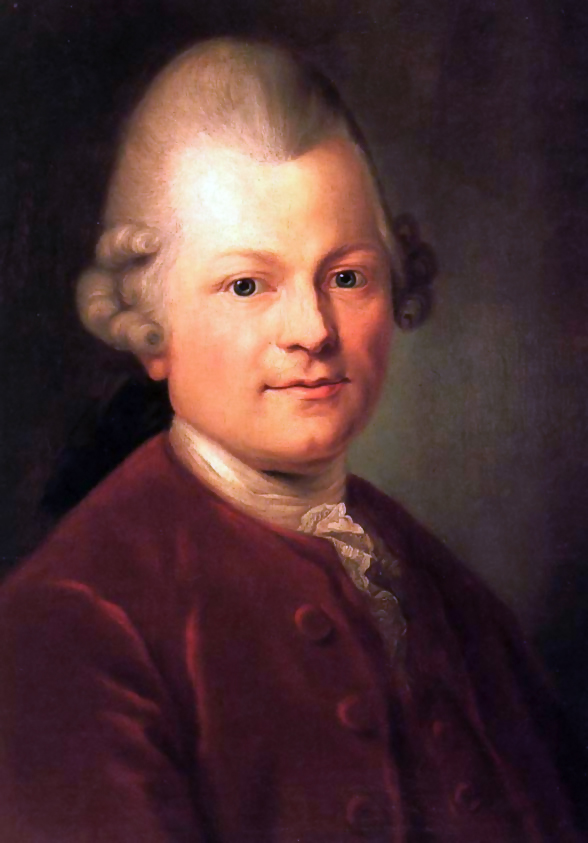
Gotthold Ephraim Lessing

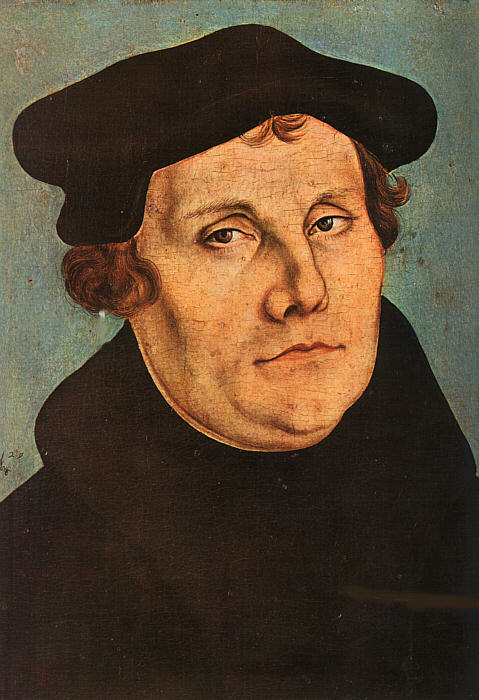
Martin Luther

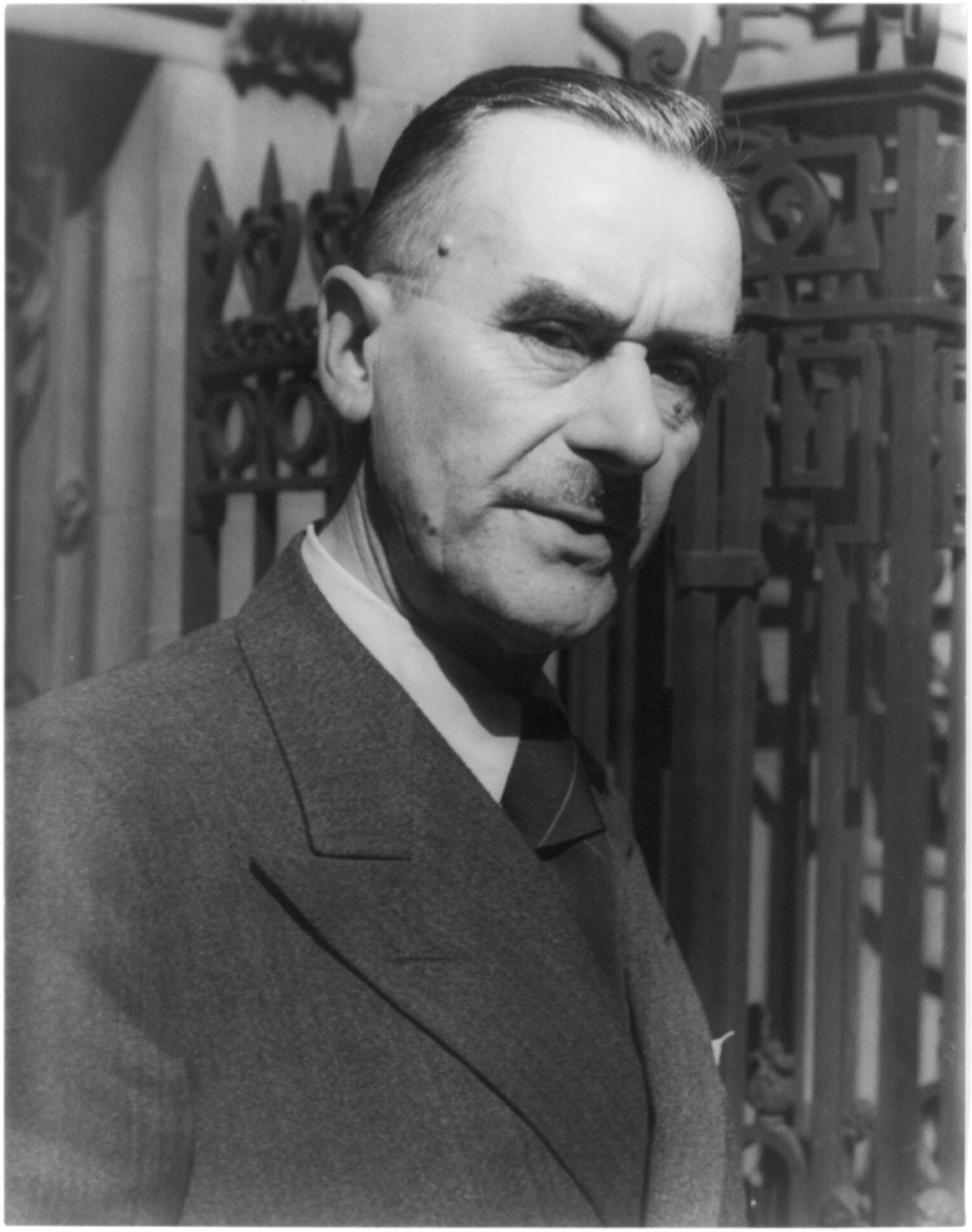
Thomas Mann

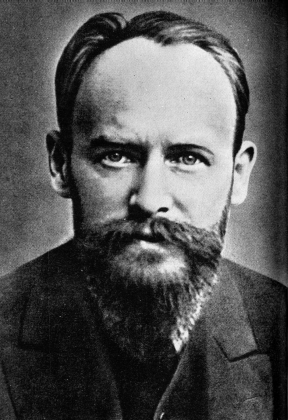
Christian Morgenstern

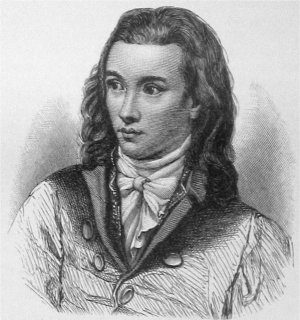
Novalis

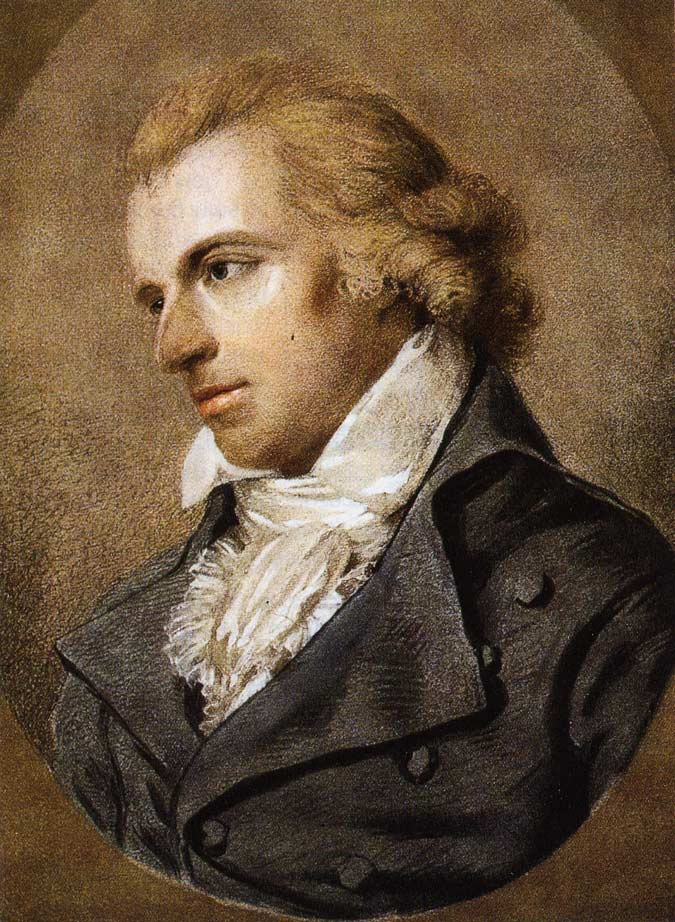
Friedrich Schiller

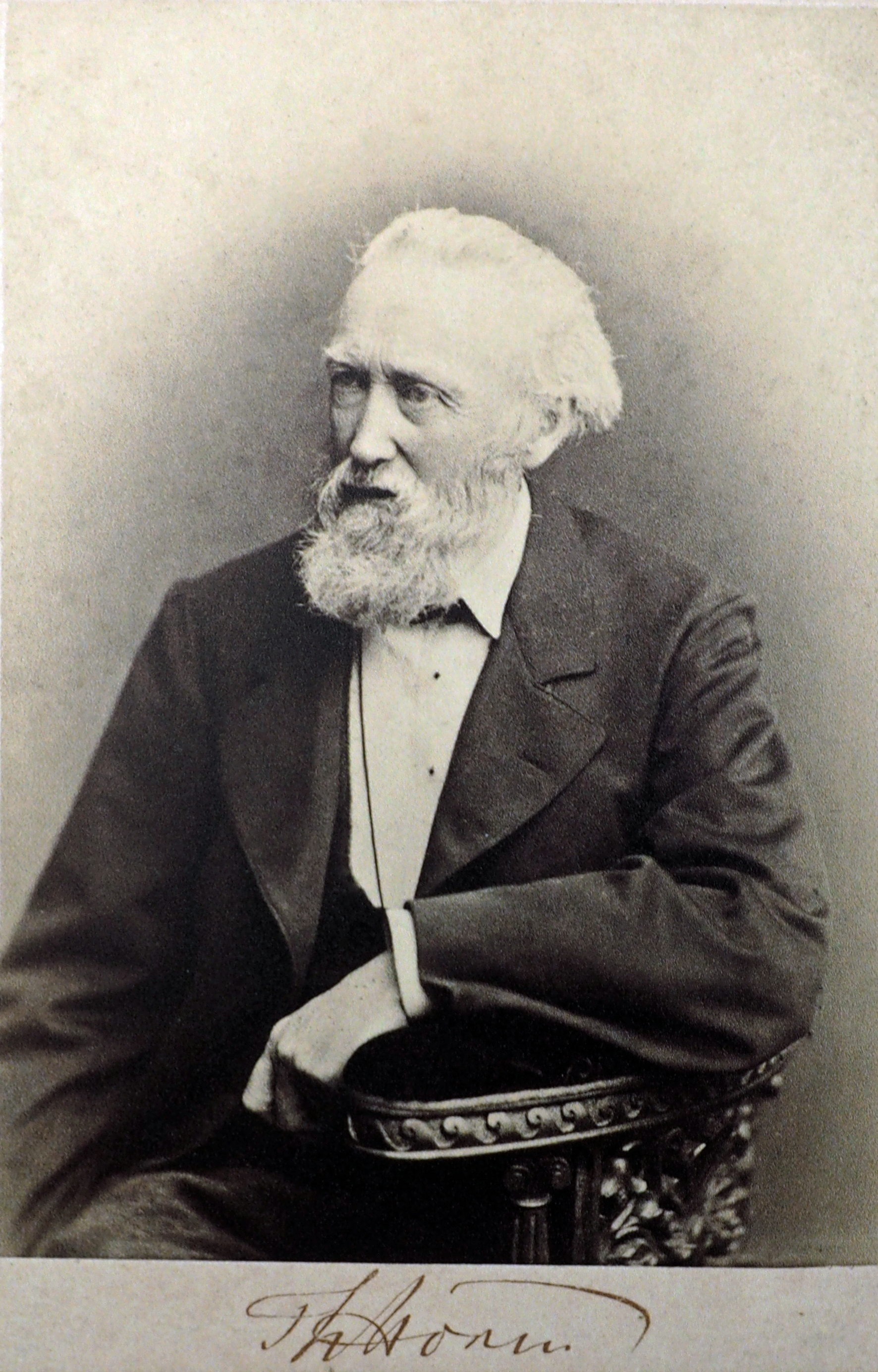
Theodor Storm

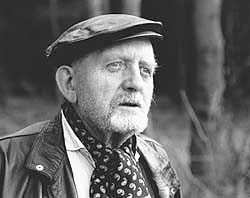
Erwin Strittmatter

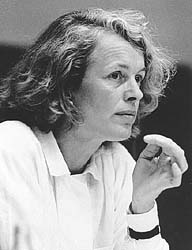
Christine Wolter

Lásd még: 
- Német nyelvű költők, írók listája
- Osztrák költők, írók listája
- Svájci költők, írók listája
- Erdélyi szász költők, írók listája

| Ábécé szerinti tartalomjegyzék                      |
| --------------------------------------------------- |
| A B C D E F G H I J K L M N O P Q R S T U V W X Y Z |

## A
- Hans Karl Abel (1876–1951) író
- Lucy Abeles  (1874–1938) költő, író
- Alexander Abusch (* 1902–1982)
- Thomas Abbt (1738–1766)
- Wilhelm Achilles (1862–1913 után) író
- Ernst Adam (1879–1979) író
- Hans Christoph Ade (1888–1981) író, költő
- Leonhard Adelt (1881–1945) író
- Helene Adler (1849–1923) író
- Helene Aeckerle (1875–1940) író
- Konrad Agahd (1867–1926) író
- Joachim Ahlemann (1743–1793) író
- Leopold Ahlsen (1927–)
- Ilse Aichinger (1921–2016) író
- Dietmar von Aist (? 1140 körül–? 1171)
- Adam Albert (1862–1924) író
- Konrad Alberti (1862–1918) író
- Aegidius Albertinus (kb. 1560-1620) író
- Hans Albrecht (1873–1935 után) író
- Albrecht von Johansdorf (kb. 1180–1206)
- Maria Albrecht (1850–1923) író
- Paul Albrecht (1863–1935 után) író
- Elly Allesch (1853–1944) író
- Karl Allmendinger (1863–1946) író
- Hermann Allmers, (1821–1902)
- Hedwig von Alten (1847–1922) író
- Matthias Altenburg (1958–)
- Karl Altrichter (1844–1917) író
- Altswert mester, (14. század második fele)
- Carl Amery (1922–2005) író
- Alfred Andersch, (1914–1980) író
- Rosa Anderson (1881–1973) író
- Frieda Andreae (1840–1922 után) író
- Stefan Andres (1906–1970)
- Ingeborg Andresen (1878–1955) író
- Ernst Angel (1894–1986)
- Clara Anhuth (1856–1941) író
- Ludwig Ankenbrand (1888–1971) író
- Wilhelm Ernst Annas (1859–?) író
- Otto Anthes (1867–1954) író
- Helene Anton (1859–1931) író
- Oskar Anwand (1872–1946) író
- Bruno Apitz (1900–1979)
- Kurt Aram (1869–1934) író
- Wilhelm Arent (1867–1913 után) író
- Johann Arndt (1555–1621) író, költő
- Erich Arendt (1903–1984)
- Henriette Arendt (1874–1922) író
- Jochen Arlt (1948–)
- Ernst Moritz Arndt, (1769–1860) író, költő
- Achim von Arnim (1781–1831 író
- Bettina von Arnim (1785–1859) író
- Hans Arp (1886–1966) költő, festő, szobrász
- Artner Teréz (1772–1829) költő
- Ernst Augustin (1927–)
- Rose Ausländer (1901–1988)
- Elisabeth Axmann (1926–2015)

## B
- Kurt Barthel (Kuba)(1914–1967)
- Kurt Bartsch  (1937–2010) író
- Kurt Batt (1931–1975)
- Johannes Robert Becher (1891–1958) költő
- Lilly Becher (1901–1978)
- Jurek Becker (1937–1997)
- Nikolaus Becker (1809–1845) költő
- Gottfried Benn (1886–1956) író, költő
- Friedemann Berger (1940–2009)
- Ernst Bertram (1884–1957) író
- Manfred Bieler (1934–2002)
- Kurt Biesalski (* 1935–)
- Johannes Bobrowski (1917–1965)
- Friedrich Martin von Bodenstedt (1819–1892) költő
- Wolfgang Borchert (1921–1947) költő, drámaíró
- Berthold Heinrich Borckes (1680–1747)
- Ulrich Alexander Boschwitz (1915–1942)
- Helene Böhlau (1856–1940) író
- Heinrich Böll (1917–1985), Nobel-díj író, műfordító
- Ludwig Börne (1786–1837) író
- Adolf Böttger (1815–1870) költő, fordító
- Brandscheid J. Vilmos (18./19. század) költő
- Gerhard Branstner (1927–2008)
- Thomas Brasch (1945–2001)
- Günter Braun (1928–2008)
- Johanna Braun (1929–2008)
- Volker Braun (1939)
- Werner Bräunig (1934–1976)
- Willi Bredel (1901–1964)
- Bertolt Brecht (1899–1956) költő, drámaíró
- Clemens Brentano (1778–1842) író, költő
- Georg Britting (1891–1964)
- Franz Xaver Bronner (1758–1850)
- Karl Bröger (1886–1944)
- Marianne Bruns (1897–1994)
- Max Bruns (1876–1945)
- Thomas Brussig (* 1965–) író, forgatókönyvíró
- Günter de Bruyn (1926–)
- Alois Friedrich Graf von Brühl (1739–1793)
- Elfriede Brüning (1910–2014)
- Andreas Heinrich Buchholtz (1607–1671)
- August Buchner (1591–1661)
- Reinhard Buchwald (1884–1983)
- Heinrich Bulthaupt (1849–1905)
- Konrad Burdach (1859–1936)
- Burkhardt von Hohenfels (13. sz. első fele)
- Wilhelm Busch (1832–1908) költő, író
- Bussaeus Mihály (16./17. század) író
- Carl Busse / v. Fritz Döring (1872–1918)
- Franz Bücheler (1837–1907)
- Karl Bücher (1847–1930)
- Georg Büchner (1813–1837) író, drámaíró
- Gottfried August Bürger (1747–1794) költő, író

## C
- Walter Calé (1881–1904)
- Paul Celan (1920–1970) költő, műfordító
- Adelbert von Chamisso (1771–1838) író
- Hanns Cibulka (1920–2004)
- Walter Czollek (1907–1972) könyvkiadó NDK

## D
- Simon Dach (1605–1659)
- Daniela Dahn (1949–) író
- Georg Friedrich Daumer (1800–1875) költő
- Friedrich Dedekind (1525–1598) költő
- Michael Denis (1729–1800) költő
- Franz von Dingelstedt (1814–1881) költő
- Doma Ákos (1963–) író
- Alfred Döblin (1878–1957) író
- Ingeborg Drewitz (1923–1986) író
- Annette von Droste-Hülshoff (1797–1848) író, költő
- Albert Dulk (1819–1884)   író, drámaíró, költő

## E
- August Eckschlager (18–19. század) író, költő
- Joseph von Eichendorff (1788–1857) költő
- Ludwig Eichrodt (1827–1892) költő
- Franz von Elsholtz (1791–1872) költő
- Michael Ende (1929–1995) író
- Adolf Endler (1930–2009)
- Nataly von Eschstruth (1860–1939) író
- Rudolf Christoph Eucken (1846–1926), Nobel-díj, filozófus, író

## F
- Hans Fallada (1893–1947) író, újságíró
- Lion Feuchtwanger (1884–1958) író
- Georg Fein (1803–1869) író
- Ingeborg Feustel (1926–1998)
- Johann Matthias Firmenich-Richartz (1808–1889) költő
- Paul Fleming (1609–1640)
- Theodor Fontane (1819–1898) író, költő
- Julia Franck (* 1970–)
- Ludwig August Frankl von Hochwart (1810–1894) költő
- Friedrich von Hausen (12. század) költő, trubadúr
- Friedrich de la Motte Fouqué (1777–1843) író
- Fritz Rudolf Fries (1935–2014)
- Karl Fröhlich (1821–1898) költő
- Jürgen Fuchs (1950–1999)
- Cornelia Funke (1958–) író
- Franz Fühmann (1922–1984) író
- Louis Fürnberg (1909–1957)

## G
- Wernher der Gartenaere (13. század)
- Christian Fürchtegott Gellert (1715–1761) költő, író
- Stefan George (1868–1933) költő
- Paul Gerhardt (1607–1676) költő
- Karl Gerok (1815–1890) költő
- Johann Wolfgang von Goethe (1749–1832) író, költő
- Ivan Goll (1891–1950) költő
- Johann Christoph Gottsched (1700–1766) író, drámaíró
- Luise Adelgunde Victorie Gottsched (1713–1762) író
- Peter Gosse (1938–)
- Heinrich Göseken (1612–1681) költő
- Karoline von Günderrode (1780–1806) költő
- Christian Dietrich Grabbe (1801–1836) drámaíró
- Günter Grass (1927–2015), Nobel-díj, író, költő
- Jacob Grimm (1785–1863) író, irodalomtudós
- Wilhelm Grimm (1786–1859) író, mesegyűjtő
- Hans Jakob Christoffel von Grimmelshausen (1621/22–1676) író
- Gustav Friedrich Großmann (1746–1796) drámaíró
- Anastasius Grün (1806–1876) költő
- Andreas Gryphius (1616–1664) költő, drámaíró
- Friedrich Gundolf (1880–1931) költő
- Friedrich Güll (1812–1879) költő
- Johann Christian Günther (1695–1723) költő

## H
- Peter Hacks (1928–2003)
- Sebastian Haffner (1907–1999) író
- Gisbert Haefs (* 1950–) író
- Nino Haratisvili (1983–) író
- Lorenz Leopold Haschka (1749–1827) költő
- Wilhelm Hauff (1802–1827) író
- Gerhart Hauptmann (1862–1946), Nobel-díj, író, drámaíró
- Raoul Haussmann (1886–1971) költő
- Otto Häuser (1924-2007)
- Peter Härtling (* 1933–2017)
- Johann Peter Hebel (1760–1826) költő
- Christoph Hein (* 1944–) író
- Heinrich Heine (1797–1856) költő, író
- Johann Gottfried Herder (1744–1803) költő, műfordító
- Herger (1150 k. –1180 k.) költő
- Stephan Hermlin (1915–1997)
- Wolfgang Herrndorf (1965–2013)
- Hermann Hesse (1877–1962), Nobel-díj, író, költő
- Georg Herwegh (1817–1875) költő
- Stefan Heym (1913–2001)
- Paul Heyse (1830–1914), Nobel-díj, költő, író
- Wolfgang Hilbig (1941–2007)
- Marta Hillers (1911–2001)
- Rolf Hochhuth (1931–2020)
- Ernst Theodor Amadeus Hoffmann vagy (E.T.A. Hoffmann) (1776–1822), író
- Christian Hoffmann von Hoffmannswaldau (1617–1679) költő
- Arthur Holitscher (1869–1941) író
- Johann Christian Friedrich Hölderlin (1770–1843) író, költő, drámaíró
- Peter Huchel (1903–1981)
- Ulrich von Hutten (1488–1523) költő, író
- Robert Hültner (* 1950–) író

## I
- Anneliese Ichenhäuser

## J
- Karl-Heinz Jakobs (1929–2015)
- Bernd Jentzsch (1940–)
- Peter Jokostra (1912–2007)

## K
- Heinz Kahlau (1931–)
- Mascha Kaléko (1907–1975) költő
- Hermann Kant (1926–2016)
- Uwe Kant (* 1936–)
- Anna Louisa Karsch (1722–1791) költő
- Karosh Taha (1987–) író
- Abraham Gotthelf Kästner (1719–1800) költő
- Erich Kästner (1899–1974) költő, író
- Mathilde Kaufmann (1835–1901) költő, író
- Daniel Kehlmann (* 1975–) író
- Bernhard Kellermann (1979–1951)
- Wolfgang Kellner (1928–2014)
- Walter Kempowski (1929–2007)
- Justinus Kerner (1786–1862) költő
- Eberhard Christian Kindermann (1715–?) író
- Esther Kinsky (1956–) író, költő
- Heinar Kipphardt (1922–1982)
- Rainer Kirsch (1934–2015)
- Sarah Kirsch (1935–2013)
- Heinrich von Kleist (1777–1811) költő, drámaíró
- Bernt Kling (1947–) író
- Friedrich Gottlieb Klopstock (1724–1803) költő
- Albert Knapp (1798–1864) költő
- Karl Ludwig von Knebel (1744–1834) költő
- Eberhard Koebel (1907–1955)
- August Kopisch (1799–1853) költő
- August von Kotzebue (1761–1819) író, drámaíró
- Georg Köberle (1819–1898) író
- Helga Königsdorf (1938–2014)
- Carl Theodor Körner (1791–1813) költő
- Marina Krebs (1838–1910) író
- Rolf Krohn (1949–) író
- Günter Kunert (1929–2019)
- Reiner Kunze (* 1933–)
- Alfred Kurella (1895–1975)

## L
- Hartmut Lange (*1937–)
- Kathrin Lange (1969–) író
- Else Lasker-Schüler (1869–1945) költő
- Karl August Lebrun (1792–1842) színműíró
- Johann Anton Leisewitz (1752–1806) költő
- Jakob Michael Reinhold Lenz (1751–1805) író
- Klaus Lettke (* 1938–)
- Gotthold Ephraim Lessing (1729–1781) drámaíró
- Erich Loest (1926–2013)
- Hans Lorbeer (1901–1973) író
- Caroline Luxburg Abbott (1839–1914) író

## M
- Mechtild von Magdeburg (1212 körül–1282v.1283 körül)
- Kristof Magnusson (1976–) író
- Mailáth János (1786–1855) költő
- Thomas Mann (1875–1955), Nobel-díj, író
- Heinrich Mann (1871–1950) író
- Klaus Mann (1906–1949) író
- Hermann Marggraff (1809–1864) író
- Michael Markel (* 1939–) író
- Hans Marchwitza (1890–1965)
- Paul de Mathies (1868–1924) író
- Horst Matthies (*1939–)
- Gerd Maximovic (1944–) író
- Karl May (1842–1912) író
- Alfred Meebold (1863–1952) író
- Derek Meister (* 1973–) író, forgatókönyvíró
- Wolfgang Menzel (1798–1873) író
- Johann Martin Miller (1750–1814) költő
- Gustav von Meyern-Hohenberg (1820–1878) drámaíró
- Walter Moers (* 1957–) író
- Theodor Mommsen (1817–1903), Nobel-díj, író, történész
- Christian Morgenstern (1871–1914) költő
- Irmtraud Morgner (1933–1990)
- Karl Philipp Moritz (1756–1793) író
- Heinrich von Morungen  (1150–1222)
- Eduard Mörike (1804–1875) költő, író
- Theodor Mundt (1808–1861) író
- Johann Karl August Musäus (1735–1787) író
- Luise Mühlbach (1814–1873) író
- Armin Müller (1928–2005)
- Heiner Müller (drámaíró) (1929–1995)
- Herta Müller (*1953–), Nobel-díj, író

## N
- Marie von Najmájer (1844–1904) költő
- Georg Neumark (1621–1681) költő
- Erik Neutsch (1931–2013)
- Dieter Noll (1927–2008)
- Ingrid Noll (* 1935–) író
- Max Simon Nordau (1849–1923) író
- Hans Erich Nossack (1901–1977) író
- Novalis / Friedrich Leopold von Hardenberg (1772–1801) költő, író

## O
- Martin Opitz (1597–1639) költő
- Herbert Otto (1925–2003)

## P
- Lilli Palmer (1914–1986) író
- Eberhard Panitz (*1932–)
- Ernst Zacharias Platner (1773–1855) író
- Ulrich Plenzdorf (1934–2007)
- Theodor Plivier (1892–1955)
- Benno Pludra (1925–2014)
- Gert Prokop (* 1934–1994)
- Ulrich Prusse (1848–1913 után) író
- Hermann von Pückler-Muskau (1785–1871) író

## R
- Stefan Raile (* 1937–) író
- Karl Wilhelm Ramler (1725–1798) költő
- Tilman Rammstedt (* 1975–) író
- Brigitte Reimann (1933–1973)
- Robert Reinick (1805–1852) költő
- Erich Maria Remarque (1898–1970) író
- Ludwig Renn (* 1889–1979) író
- Jean Paul Richter (1763–1825) író
- Joachim Ringelnatz (1883–1934) író
- Therese Albertine Louise von Jakob Robinson (1797–1870) író
- Karl Heinz Robrahn (1913–1987)
- Ralf Rothmann (1953–) író, költő, drámaíró
- Arnold Ruge (1802–1880) író
- Peter Rühmkorf (1929–2008)
- Gustav von Rümelin (1815–1889) író
- Friedrich Wilhelm Rüstow (1821–1878) író

## S
- Hans Sachs (1494–1576) költő, író
- Nelly Sachs (1891–1970), Nobel-díj, író költő
- Rüdiger Safranski (* 1945–) író
- Helmut Sakowski (1924–2005)
- Daniel Sanders (1819–1897) író
- Hans Joachim Schädlich (* 1935–)
- Frank Schätzing (* 1957–) író
- Joseph Victor von Scheffel (1826–1886) költő
- Christian W. Schenk (* 1951–) költő, író
- Landolf Scherzer (* 1941–)
- Friedrich Schiller (1759–1805) költő, drámaíró
- August Wilhelm Schlegel (1767–1845) költő
- Christian Hieronymus Justus Schlegel (1757–1842)
- Klaus Schlesinger (1937–2001)
- Bernhard Schlink (* 1944–) író
- Kathrin Schmidt (1958–) író, költő
- Berta Schmidt-Eller (1899–1987) író
- Rolf Schneider (*1932–)
- Helga Schubert (*1940–)
- Ingo Schulze (* 1962–)
- Lothar Schreyer (1886–1966) író, drámaíró
- Wolfgang Schreyer (1927–2017)
- Christian Friedrich David Schubart (1739–1791) költő
- Helga Schütz (*1937–)
- Stefan Schütz (*1944–)
- Alice Schwarzer (* 1942–) író
- Bernhard Seeger (1927–1999)
- Anna Seghers (1900–1983) író
- Hellmut Seiler (* 1953–)
- Fritz Selbmann (1899–1975)
- Johann Christian Siebenkees (1753–1841) költő
- Angelus Silesius (1624–1677) költő
- Daniel Speer (1636–1707) író
- Wolf Spillner (* 1936–)
- Werner Steinberg (1913–1992)
- Gisela Steineckert (* 1931–)
- Hans-Jürgen Steinmann (1929–2008)
- Peter Andreas Johann Steinsberg (1795–?) drámaíró
- Julius Stinde (1841–1905) író
- Theodor Storm (1817–1888) író, költő
- Erwin Strittmatter (1912–1994)
- Eva Strittmatter (1930–2011)
- Benjamin von Stuckrad-Barre (* 1975–) író
- Patrick Süskind (* 1949–) író, forgatókönyvíró
- Szittya Emil (1886–1964) költő, író

## T
- Der Tannhäuser (1205 k.–1267 k.)
- Ludwig Tieck (1773–1853) költő, író
- Harry Thürk (1927–2005)
- B. K. Tragelehn (* 1936–)
- B. Traven (1882 körül – 1969) író
- Kurt Tucholsky (1890–1935) író
- Ludwig Turek (1889–1975)

## U
- Ludwig Uhland (1787–1862) költő
- Bodo Uhse (1904–1963

## V
- Karl Veken (1904–1971)
- Anne C. Voorhoeve (1963–)

## W
- Hans Wachenhusen (1827–1898) író
- Wilhelm Heinrich Wackenroder (1773–1798) író
- Wilhelm Wackernagel (1806–1869) költő
- Richard Wagner (1813–1883) író, zeneszerző
- Richard Wagner (író) (* 1952–) író, költő
- Walther von der Vogelweide (1170 k – 1230 k) költő
- Martin Walser (*1927–) író, drámaíró
- Maxie Wander (1933–1977)
- Inge von Wangenheim (1912–1993)
- Jakob Wassermann (1973–1934)
- Georg Rodolf Weckherlin (1584–1653) író, költő
- Erich Weinert (1890–1953)
- Günther Weisenborn (1902–1969)
- Otfried von Weissenburg (kb. 800–870)
- Franz von Werner (1836–1881) költő
- Zacharias Werner (1768–1823) költő
- Julius von Wickede (1819–1896) író
- Jörg Wickram (1505 körül–1562 előtt) író
- Christoph Martin Wieland (1733–1813) költő
- Paul Wiens (1922–1982)
- Liselotte Welskopf-Henrich (1901–1979)
- Benito Wogatzki (1932–2016)
- Oskar Wilda (1862–1920 után) író
- Friedrich Wilhelm Willmann (1746–1849) író
- Reinhold Johann Winkler (1767–1815) író
- Christa Wolf (1929–2011) író
- Gerhard Wolf (1928–)
- Knud Wollenberger (1952–2012)
- Hans Wollschläger (1935–2007)
- Christine Wolter (*1939–)
- Michael Wüstefeld (*1951–)
- Erich Wustmann (1907–1994)
- Wolfram von Eschenbach (1170 k–1220 k) költő

## Z
- Max Zimmering (1919–1973)
- Hedda Zinner (1907–1994)
- Gerhard Zwerenz (1925–2015) író
- Arnold Zweig (1887–1968) író